# Lūimā sēripos
 Lūimā sēripos  (mansiska: Лӯимā сэ̄рипос) är en rysk nyhetstidning på mansiska, som utkommer en gång i veckan. Det är den enda regelbundet utkommande publikationen på mansiska. Dess första nummer trycktes 1989. Tidningens chefredaktör heter Raisa Reshetnikov.
Tidningen trycks i det autonoma okruget Chantien-Mansien, i Ryssland och hade så länge den var gratis en upplaga på 1700 exemplar. Sedan den avgiftsbelades varierar upplagan mellan 200 och 600 exemplar. Från att ha varit tvåsidig och sedan fyrasidig är den efter avgiftsbeläggningen 16-sidig.